# Urmeniș, Maramureș
Urmeniș este un sat în comuna Băița de sub Codru din județul Maramureș, Transilvania, România.

## Așezare
Se învecinează la nord cu Asuaju de Sus și Asuaju de jos, la est cu Ariniș, la sud cu Tămășești, iar la vest cu Băița de sub Codru, care este reședința comunei de care aparține satul Urmeniș.

## Etimologie
Etimologia numelui localității: din top. magh. Örményes (< magh. örmény „armean"). 

## Demografie
La recensământul din 2011, populația era de 325 locuitori. 

## Istoric

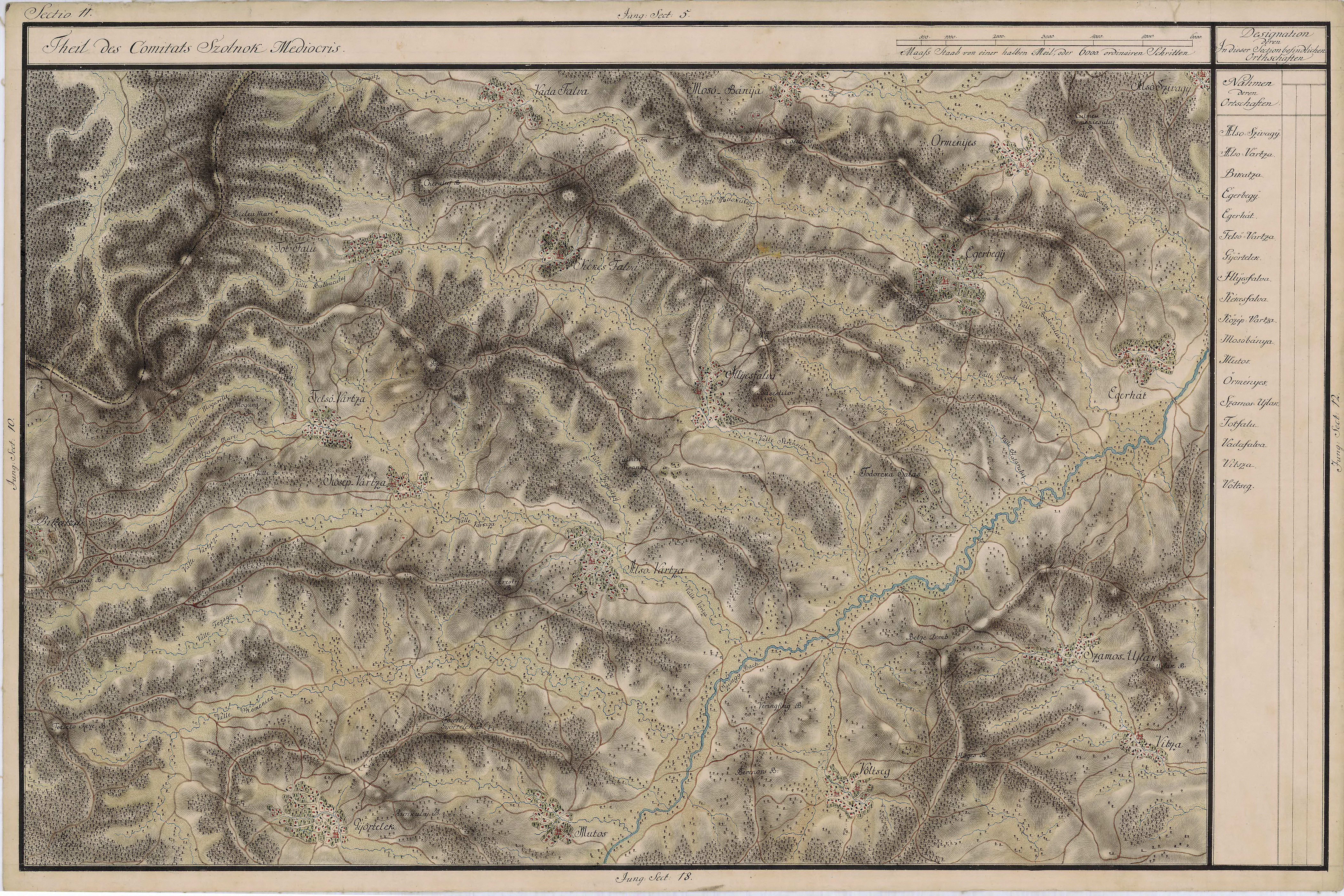
Urmeniş în Harta Iosefină a Transilvaniei

Urmenis, sat apartinator comunei Baita de sub Codru, este atestat documentar din anul 1398 sub denumirea de "Ormenyes". După alte surse, prima atestare datează din 1391 (Ewrwynys, Örvényes). 
Satul facea parte din alcatuirea voievodala din partea nordica a comitatului Solnocul de Mijloc, denumita "Voievodatul Cehu-Silvaniei", constituind impreuna cu Ciuta, Oarta si Motis nucleul acestui voievodat. 
Colectivitatea satului s-a pastrat in intreaga perioada de la atestare si pana in prezent. Populatia satului compusa aproape in totalitate din romani, a inregistrat in ultimele decenii descresteri.
Aflata la interferenta a trei zone, pe piemontul dealurilor Codrului, Țara Codrului o zona cu o veche istorie, legata prin creatia sa materiala si spirituala, de glia si fiinta neamului romanesc, cu oameni care si-au facut o mandrie din lucrarea cu pricepere a ogorului dar si din pastrarea datinilor stramosesti, a inregistrat in anii din urma, profunde transformari economico-sociale, care i-au conferit un loc de frunte intre asezarile umane ale judetului Maramureș. 
Ca ramuri traditionale care s-au dezvoltat in aceasta zona amintim: agricultura, impletitul nuielelor, olaritul, piscicultura etc. 
Intreaga Țară a Codrului se identifica prin obiceiurile si datinile specifice locului, care au pus o amprenta deosebita asupra intregii zone. in toate localitatile au existat diferiti mestesugari cu produsele lor, reprezentand valori culturale, cum sunt: portul popular cu impodobire si colorit deosebit, broderii, arta populara (tesaturi la razboi si gherghefuri) etc.
Pagina oficială a localitatii este http://urmenis.ro/ Arhivat în 6 septembrie 2010, la Wayback Machine.